# Marcos Hiráldez de Acosta
Marcos Hiráldez de Acosta (Sevilla, 1830-Madrid, 1896) fue un pintor español.

## Biografía

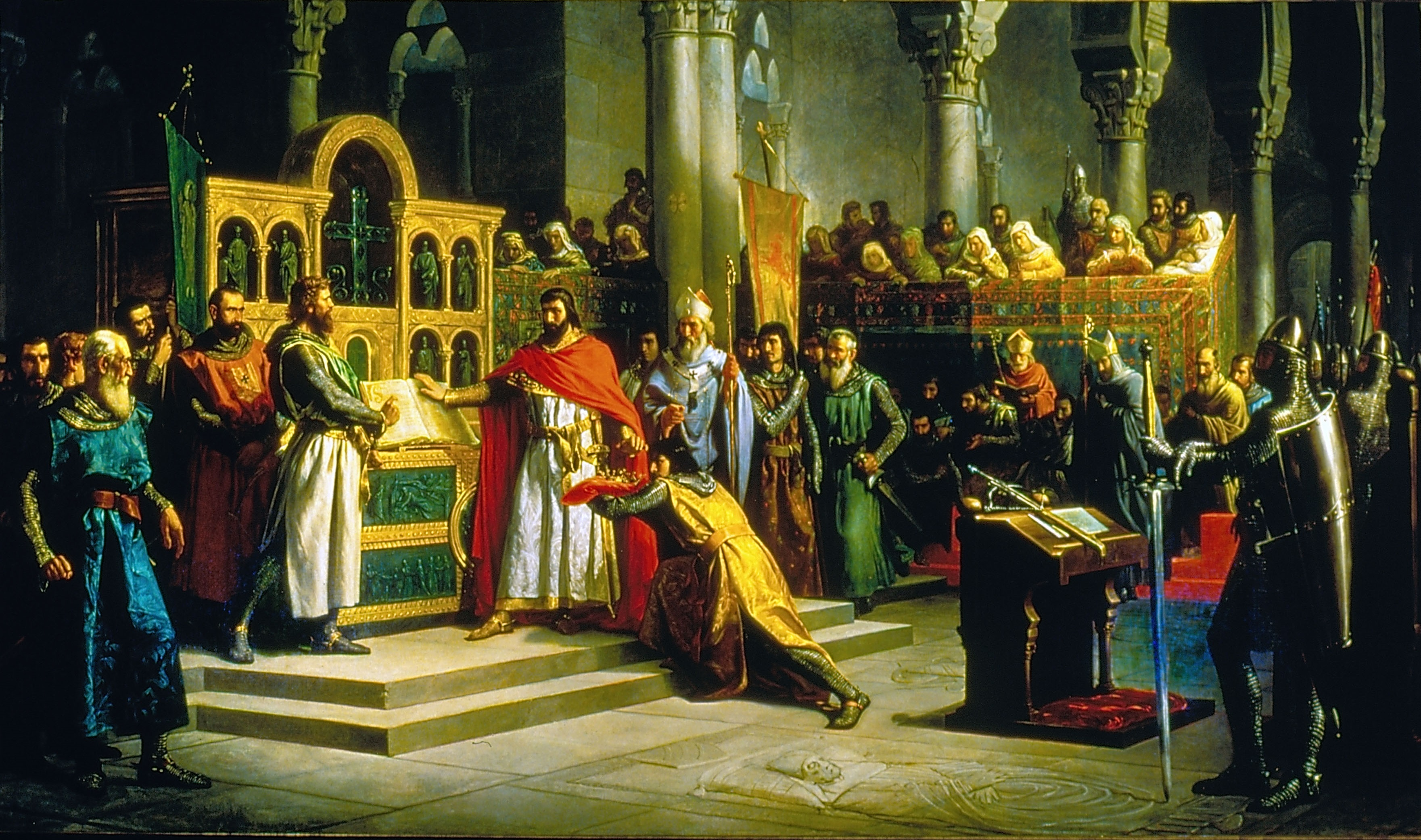
Jura de Santa Gadea, de Marcos Hiráldez de Acosta. 1864. (Palacio del Senado de España, Madrid).

Nació en 1830. Natural de Sevilla, fue discípulo de Antonio María Esquivel y de Picot. Estuvo pensionado en Roma por el duque de Osuna. En la Exposición de Bellas Artes de 1860 presentó la Aparición de Venus a Anquises, de cuyo encuentro resultó Eneas, y obtuvo mención honorífica. Igual distinción alcanzó en la de 1862, habiendo expuesto dos cuadros, representando el uno a Dafne y Cloé, y el otro a Faraón restituyendo a Abraham su esposa Sara. En la de 1864 alcanzó una medalla de segunda clase por su Jura en Santa Gadea, obra que fue adquirida por el Senado. En la siguiente de 1866 obtuvo consideración de medalla de segunda clase por uno de los tres retratos que presentó. El cuadro de Dafne figuró asimismo en la Exposición Universal de París de 1867. En la Nacional de Madrid de 1871 presentó un cuadro representando a La heroína Agustina de Zaragoza y Un retrato de señora. En la de 1878 un cuadro: El poeta. Fueron de su mano también un retrato de El Rey Amadeo, que ejecutó en 1871 para el Ministerio de Gracia y Justicia, y dos que terminó en 1880 de El Rey D. Alfonso. Fue profesor auxiliar de las enseñanzas de artesanos y Caballero de las Órdenes de María Victoria y Carlos III. Falleció en Madrid el 27 de mayo de 1896 y habría sido enterrado en la sacramental de San Lorenzo.